# (1629) Pecker
(1629) Pecker est un astéroïde de la ceinture principale.

## Description
(1629) Pecker est un astéroïde de la ceinture principale. Il fut découvert le 28 février 1952 à Alger par Louis Boyer. Il présente une orbite caractérisée par un demi-grand axe de 2,24 UA, une excentricité de 0,16 et une inclinaison de 9,7° par rapport à l'écliptique.

## Compléments